# Фридрих, Джессика
Джессика Фридрих — профессор Бингемтонского университета, специализирующаяся на приложениях для скрытия данных в цифровых изображениях. Наиболее известна тем, что систематизировала и опубликовала Метод скоростной сборки Кубика Рубика.

## Профессиональная жизнь
Джессика Фридрих работает профессором на кафедре электротехники и вычислительной техники в Бингемтонском университете и специализируется на цифровых водяных знаках и криминалистике. Она получила степень магистра прикладной математики в Чешском техническом университете в Праге в 1987 году и докторскую степень по системным наукам в Бингемтонском университете в 1995 году.